# Stranka mladih - Zeleni Evrope
Stranka mladih - Zeleni Evrope (krajše SMS - Zeleni; predhodno Stranka mladih Slovenije, kratica SMS) je politična stranka, katere program temelji na štirih stebrih, imenovanih »zelena in trajnostna usmeritev«; »mladi in socialna pravičnost za vsakogar«; »družbeno odgovorna in pametna ekonomija« ter »prava demokracija«.
Trenutni predsednik stranke je Igor Jurišič.

## Rezultati volitev

### Državnozborske volitve
| Volitve | Št. glasov   | %            | +/–          | Sedeži | +/–        | Mesto | Vlada                                       |
| ------- | ------------ | ------------ | ------------ | ------ | ---------- | ----- | ------------------------------------------- |
| 2000    | 46.674       | 4,34         | Stagnacija   | 4 / 90 | Stagnacija | 8.    | Opozicija (2000-2002) Koalicija (2002-2004) |
| 2004    | 20.174       | 2,08         | 2,26         | 0 / 90 | 4          | 10.   | –                                           |
| 2008    | 54.809       | 5,21         | 3,13         | 5 / 90 | 5          | 6.a   | Opozicija                                   |
| 2011    | 9.532        | 0,86         | 4,35         | 0 / 90 | 5          | 11.   | –                                           |
| 2014    | ni nastopila | ni nastopila | ni nastopila | 0 / 90 | 0          | /     | –                                           |
| 2018    | ni nastopila | ni nastopila | ni nastopila | 0 / 90 | 0          | /     | –                                           |
| 2022    | ni nastopila | ni nastopila | ni nastopila | 0 / 90 | 0          | /     | –                                           |

^a  Stranka se je na volitve podala na skupni listi SLS+SMS.
V 3. državnem zboru Republike Slovenije je stranka imela 4 poslance, nakar pa ni več dosegla pogoja za izvolitev. 
Pred državnozborskimi volitvami 2008 se je stranka predvolilno povezala z Slovensko ljudsko stranko. Kljub temu da je skupna lista prestopila parlamentarni prag, SMS ni osvojila nobenega mandata.
Na rednem volilnem kongresu 4. julija 2009 se je stranka preimenovala v Stranka mladih - Zeleni Evrope (krajše SMS - Zeleni).
Na državnozborskih volitvah leta 2011 je stranka SMS nastopila skupaj z Demokrati Slovenije, Zeleno koalicijo, Zvezo za Primorsko in Krščanskimi socialisti Slovenije.
Na državnozborskih volitvah 2014 stranka ni nastopila.
Na državnozborskih volitvah 2018 stranka ni nastopila, javno pa je podprla Piratsko stranko Slovenije.
Na državnozborskih volitvah 2022 prav tako niso nastopili, sklenili so sporazum s Socialnimi demokrati na področju zelene politike in stranko tudi javno podprli.

### Predsedniške volitve
Stranka je v kampanji pred predsedniškimi volitvami 2022 podprla Natašo Pirc Musar, ki je kasneje postala prva ženska predsednica Slovenije.